# Книжки та кістяний пил
Книжки та кістяний пил (англ. Bookshops & Bonedust) — фентезійний роман американського письменника Тревіса Болдрі. У листопаді 2023 року вона була вперше опублікована в м'якій обкладинці та в електронній книзі від Tor Books і в аудіокнизі від Macmillan Audio. Це приквел до роману письменника «Легенди та лате» 2022 року.

## Сюжет
Вів — найманка-орк, яку найняли для боротьби з некромантом Варіном Блідим. У першому ж бою вона отримує травму ноги, і її бос залишає її в місті Мурк, щоб вона одужала. У Мурку Вів знайомиться з продавчинею книжок на ім'я Ферн. Вона також знайомиться з гномкою Галліною і починає літній роман з гномкою-пекаркою на ім'я Мейлі. Протягом наступних кількох тижнів Вів зближується зі своїми новими супутниками. Вони ремонтують книжкову крамницю Ферн, запрошують місцевого автора на автограф-сесію і започатковують книжковий клуб.
Одного разу, працюючи в крамниці Ферн, Вів б'ється з чоловіком на ім'я Бальтус. Вів, Галліна і Бальтус проводять ніч у в'язниці, але йому вдається втекти. Пізніше знаходять його труп, і з'ясовується, що він був некромантом. Вів, Галліна і Ферн виявляють, що в сумці Бальтуса знаходиться скелет поневоленого на ім'я Сатчел. Бальтус викрав Сатчела у Варіне і втік; він також підкинув крадений фоліант до книгарні Ферн. Книга використовується як магічний контейнер для зберігання. Вів витягує з неї великий меч, що насторожує Варіна. Варін прибуває до Мурка. Вів та її друзі вбивають Варіна і звільняють Сатчела. Компанія найманців Вів повертається до міста, а вона прощається зі своїми новими друзями.
В епілозі через двадцять років Вів отримує листа від Ферн, і вони планують зустрітися знову.

## Відгуки
Марлен Гарріс у рецензії «Вибір місяця» в Library Journal називає роман «фентезійною історією з багатьма з тих самих задоволень, які дарують читачам затишні детективи», і «ідеальним місцем для читачів, щоб розпочати затишну фентезійну серію Болдрі, де люди об'єднуються заради добра, а зло перемагається за допомогою розуму і дружби». Вона характеризує її як «чудову історію про дорослішання героя, підготовленого до війни, який дізнається, що в житті є щось більше, ніж нескінченні битви», зазначаючи, що «те, що робить цю історію особливою, — це те, як багато поширених фентезійних архетипів протиставляються і знаходять нові способи процвітання, які не передбачають великої зброї і великих воєн».
Кіра Муратова, рецензуючи аудіокнигу в Booklist, зазначає, що «приквел … відповідає на кілька гострих питань попередника, зокрема про те, як усіма улюблена орка-кавоманка навчилася цінувати книги… Начитана автором, талановитим і живим оповідачем фентезі, який також озвучував „Легенди“, книга представляє колоритну групу нових і знайомих персонажів, яка неодмінно зацікавить і порадує слухацтво».
Сара Райс, також у Booklist, стверджує, що книга «зміцнює [Болдрі] талант до затишної фантазії, захоплюючих персонажів і анахронічних згадок, які добре пасували б до роману про Дискосвіт… Знання того, куди потрапляє персонаж, часто знімає напругу з приквела, але Болдрі уникає цієї пастки, тому що радість від читання тут не є простою невизначеністю щодо того, хто вижив або загинув. Людям, які насолоджувалися товариськими стосунками та декораціями цьогорічного фільму „Підземелля і дракони“, а також усім, кому подобається ідея того, що воїн-орк стає відданим силі читання та його здатності розширювати кругозір, варто подивитися на пригоди Віва».
Publishers Weekly пише: «Затишне окреме продовження бестселера Болдрі до „Легенд та лате“ показує, що навіть спрагла битв орка може знайти щастя в простих життєвих задоволеннях. … Невинна радість кохання Віва та Ферн чудова, а формула Болдрі, яка яка подає історії з низькими ставками у фантастичних середовищах, залишається веселою. Шанувальники серіалу з'їдять це».
Kirkus Reviews характеризує книгу як «приквел популярного затишного фентезі „Легенди та лате“», який «може стояти окремо, але, безумовно, задовольнить і фанатів». Він називає місце дії «чарівним», з «переконливими, детально промальованими персонажами» і «атмосферою… безперечно теплою і затишною», незважаючи на «натяк на небезпеку у вітрі», підсумовуючи історію як «сильну і чудову».

## Українське видання
В Україні книгу «Книжки та кістяний пил» видало видавництво Artbooks у 2024 році. Переклад українською мовою здійснила Альна Крупка.